# Кричке (Дрниш)
Кричке су насеље града Дрниша, у Далмацији, Шибенско-книнска жупанија, Република Хрватска. За вријеме СФРЈ, до 1991. године, припадале су бившој великој општини Дрниш. У периоду од 1991. до 1995. године, Кричке су биле једно од најјужнијих мјеста у саставу Републике Српске Крајине, у области Сјеверна Далмација.
Село је било већински српско до рата у Хрватској и добило је име по једном српском презимену. Хрвати су чинили трећину становништва, а данас су већина. У 19. вијеку су Кричке биле центар унијаћења у Далмацији, па је постојао значајан број унијата. Кричке су јединствено село по томе што имају 3 цркве (православну, римокатоличку и унијатску).
Смјештене су у близини града Дрниша, на рубу Петровог поља. Плодно поље је као посљедицу имало велико пољопривредно богатство села. Осим тога, саобраћајни положај је веома добар, јер се налазе на државном путу, од Дрниша према Сплиту. До посљедњег рата су Кричке биле друго по величини село Дрнишке крајине.

## Географија

### Положај и облик насеља
Кричке се налазе 6 км југоисточно од Дрниша. Пружају се у правцу СЗ-ЈИ, дуж јужног руба Петровог поља, у подножју планине Мосећ, поред ријеке Чиколе. Старо језгро села, у самом подножју Мосећа, лежи на 290–300 m надморске висине. Кричке имају облик праве линије, дужине 5 km. У прошлости су све куће биле поређане у једном низу, на контакту поља и планине, а у новије вријеме се село проширило према пољу, односно цести. Површина сеоског атара износи 1815 ha. Насеље је подијељено на Горње Кричке, Средње Кричке и Доње Кричке (најближе Дрнишу), а границу између њих представља прекинут низ кућа тј. ненасељен простор. Неки сврставају и заселак Лунићи у Кричке, мада он припада сусједном селу Ружић. Кричке су прво село на државном путу Дрниш – Сплит, преко којег, на почетку села, прелази жељезничка пруга од Дрниша према Сплиту и Шибенику.

### Рељеф
Село је смјештено на ободу Петровог поља. То је крашко поље, настало тектонским покретима и крашком ерозијом, између планина (Свилаја, Промина и Мосећ). Најнижи дио поља је око тока Чиколе на 268 m надморске висине. Из поља се на крају села тј. Горњих Кричака издиже брдо Мидењак (345 m). Испод Доњих Кричака се налази узвишење Ђурђева главица (287 m), са Мартића главицом западно и Јерковића главицом источно од ње. Равни дијелови поља су: Гај и Крчевине у подножју Мидењака, Беглук уз ријеку Чиколу, Брижине испод Средњих Кричака, Работе и Јасење испод Доњих Кричака. Петрово поље је покривено плодним алувијалним земљиштем.
Изнад села се уздиже Мосећ, планина Динарског планинског система, која се пружа у правцу СЗ-ЈИ, од Дрниша до Мућа. На Мосећу има крашких облика рељефа, будући да је изграђен од кречњачких стијена. Највиши врхови изнад Кричака су: Црни врх (702 m), Умци (618 m) и Дуговац (569 m).

### Воде
Покрај села, кроз поље протиче Чикола, од истока према западу. Чикола је лијева притока Крке. Извире на југоисточном ободу Петровог поља, из крашког врела у подножју Свилаје, мада се као почетак ријеке може узети и извориште њене притоке Врбе. Зими је богата водом, због велике количине падавина. Током љета често пресушује и вода остаје само у најдубљим дијеловима. Њене воде се користе за наводњавање обрадивих површина у пољу, преко мањих канала. Између два Свјетска рата је вршена регулација водотока Чиколе и пречишћавање корита код Кричака, ради искорјењивања маларичних комараца, пошто је терен око ријеке било замочварен.
На подручју Кричака постоје и извори. Најзначајнији су Озрен, у пољу испод Доњих Кричака и Смрден у Горњим Кричкама. Од Смрдена тече поток према Перишића понору, на рубу поља и губи се у њему. Значајан је и Лунића понор. Понекад се дешава плављење поља, након великих киша, због загушења понора.

### Клима
Кричке имају одлике измијењене средоземне климе, због континенталног утицаја у Петровом пољу. Љета су су врућа и сушна, а зиме умјерено хладне са много падавина и честом буром. Према подацима из Дрниша, удаљеног само 3 km, просјечна годишња температура ваздуха износи 13&nbsp;°C. Просјечна температура за мјесец јануар је 5&nbsp;°C, а за јул 25&nbsp;°C. Годишњи просјек падавина је 900 mm. Највише падавина се излучи током јесени и зиме, а најмање љети. Највлажнији мјесец је октобар (248 mm), а најсушнији август (48 mm). Доминантан вјетар у овом крају је бура, а чест је и југо. Бура и југо се јављају у зимској половини године. Бура долази из унутрашњости и доноси хладно и суво вријеме, док југо са мора доноси топлији ваздух и падавине.

### Живи свијет
Поље је претворено у обрадиве површине, док се шумарци налазе само на главицама (узвишењима). Мосећ је обрастао ниском грмоликом вегетацијом, изузев појединих подручја са шумом, претежно изнад Горњих Кричака. У самом селу, осим воћака, присутно је дрвеће карактеристично за овај крај, као што је коштела и татула. Четинарског дрвећа има највише на подручју сеоског гробља.
Карактеристичне животињске врсте у самом селу су сеоска ластавица, домаћи врабац, златна вуга, велика сјеница, ћук, поскок, зелембаћ, јеж итд. У пољу се могу наћи пољска јаребица, фазан, зец, лисица. У Мосећу изнад Горњих Кричака, настањени су вукови.

## Историја

### Предисторија
Кричке се налазе у области која је била насељена у праисторијско доба. О томе свједочи Лунића градина и други локалитети. На подручју села су у једном раскопаном каменом тумулу у чијем се средишту налазио гроб, откривени предмети из касног бронзаног доба. На другим мјестима су нађени предмети из античког доба. Постоји 7 археолошких налазишта на територији Кричака, 3 у пољу и 4 на Мосећу изнад Горњих Кричака. Најстарији познати народ овог подручја су били Илири, које су покорили Римљани и заузели њихову територију. Либурни, илирско племе, имало је насеље Промону, која се налазила 5 km сјеверније од Кричака, код данашњег Тепљуха. Њу су 51. п. н. е. заузели Далмати, најснажније илирско племе и због тога долазе у сукоб са Римљанима, против којих су ратовали и раније. Послије више вијекова ратовања, Римљани су у потпуности покорили Далмате и створили провинцију Далмацију у оквиру Римског царства.

### Настанак и развој села
Село је добило име по презимену Кричка, које потиче из Старе Херцеговине, на територији данашње Црне Горе. Кричке или Кричи су били старо илирско, касније романизовано (влашко) племе на Дурмитору (Језерска висораван) и око ријеке Таре, које је претопљено у Србе. Њих је потиснуло племе Дробњака и заузело им земљу крајем 14. вијека. Један дио Кричака се сели на запад и насељава у Петровом пољу код Дрниша, гдје село добија име по њима. У Кричке се досељавају придошлице из Херцеговине и Црне Горе за вријеме владавине Турака (1522―1683). Послије преласка у посјед Млетачке републике 1683. године, ове крајеве насељава становништво из западне Босне, која је остала под влашћу Турака. Млетачка власт се завршава 1797. године и почиње владавина Аустријског царства, која траје до краја Првог свјетског рата, осим кратког периода (1806―1813) под влашћу Наполеона.

### Унијаћење
Кричке су најпознатије по томе што су биле центар унијаћења у Далмацији у 19. вијеку. Поп Петар Кричка, који је 1832. године због неморалног живота и непослушности морао да напусти парохију, примио је унију са римокатоличком црквом. То исто је урадио и распоп Марко Бусовић из Баљака, тако да се у ова два села јављају први унијати, а 1835. године су изграђене и унијатске цркве у њима. Кричке су биле сједиште гркокатоличке цркве (унијатске) у Далмацији, која је обухватала жупе Кричке, Баљци и Врлика. Унијати су постојали у Кричкама до краја Другог свјетског рата, када су се вратили на православље, а задњи унијатски поп, Јанко Хераковић, завршио у затвору због сарадње са усташама. Срби су прелазили у унијате под различитим обећањима државе, тада Аустријског царства. Онима који приме „царску вјеру“ обећавана је помоћ у храни за вријеме гладних година, запослење у државним пословима, па чак и повлачење оптужби за кршење закона.

### Кричке у 20. вијеку
Послије Првог свјетског рата (1914―1918), Дрниш и околину заузимају Италијани, али 1921. године овај крај улази у састав Краљевине СХС, касније Југославије. У Другом свјетском рату, Кричке су биле у саставу НДХ, у италијанској окупационој зони, али под контролом четника. Срби су страдали од усташа у периоду док још нису организоване четничке снаге у селу. Послије успостављања четничке контроле, ситуација се промијенила у корист Срба. Хрвати су углавном били у усташама. Партизани долазе у село крајем рата и мобилишу људе у своје редове, ради потпуног ослобођења земље.
Током рата у Хрватској (1991―1995), Кричке су биле у саставу Републике Српске Крајине, као њено погранично подручје.

## Становништво
На попису становништва 2011. године, Кричке су имале 235 становника.
| Националност       | 2001.        | 1991.        | 1981.        | 1971.        | 1961.        |
| Срби               | 83 (25,38%)  | 445 (62,06%) | 469 (57,05%) | 616 (65,18%) | 710 (64,84%) |
| Хрвати             | 234 (71,55%) | 261 (36,40%) | 306 (37,22%) | 322 (34,07%) | 379 (34,61%) |
| Југословени        |              | 7 (0,97%)    | 42 (5,10%)   | 4 (0,42%)    |              |
| остали и непознато | 10 (3,05%)   | 4 (0,55%)    | 5 (0,60%)    | 3 (0,31%)    | 6 (0,54%)    |
| Укупно             | 327          | 717          | 822          | 945          | 1.095        |

У Горњим и Доњим Кричкама, већина становништва су Срби, а у Средњим Кричкама Хрвати.
| Демографија | Демографија | Демографија |
| Година      | Становника  | Становника  |
| ----------- | ----------- | ----------- |
| 1857.       | 579         |             |
| 1869.       | 676         |             |
| 1880.       | 698         |             |
| 1890.       | 699         |             |
| 1900.       | 722         |             |
| 1910.       | 772         |             |
| 1921.       | 837         |             |
| 1931.       | 905         |             |
| 1948.       | 1.258       |             |
| 1953.       | 1.183       |             |
| 1961.       | 1.095       |             |
| 1971.       | 945         |             |
| 1981.       | 822         |             |
| 1991.       | 717         |             |
| 2001.       | 327         |             |
| 2011.       |             | 235         |

- напомене:

Садржи податке за бивша насеља Кричке Доње и Кричке Горње од 1880. до 1910. и у 1948. те Кричке Средње у 1948.

### Попис 1991.
На попису становништва 1991. године, насељено место Кричке је имало 717 становника, следећег националног састава:
| Попис 1991.‍ | Попис 1991.‍ | Попис 1991.‍ | Попис 1991.‍ | Попис 1991.‍ |
| ----------- | ----------- | ----------- | ----------- | ----------- |
|             |             |             |             |             |
| Срби        | Срби        |             | 445         | 62,06%      |
| Хрвати      | Хрвати      |             | 261         | 36,40%      |
| Југословени | Југословени |             | 7           | 0,97%       |
| Муслимани   | Муслимани   |             | 1           | 0,13%       |
| непознато   | непознато   |             | 3           | 0,41%       |
| укупно: 717 |             |             |             |             |

### Језик
Село је занимљиво у погледу језика становништва. Срби у Горњим Кричкама и Хрвати у Средњим Кричкама користе икавски изговор (млађи икавски дијалекат), док је за Србе у Доњим Кричкама карактеристичан ијекавски изговор (источнохерцеговачки дијалекат), мада и они употребљавају неке икавске ријечи.

### Миграције
Миграције становника Кричака у предратно доба биле су усмјерене углавном према Сплиту, гдје је одлазило млађе становништво ради запослења. Послије Олује 1995. године, Срби су избјегли у Србију (највише Београд и Војводину), тако да је село данас већином насељено Хрватима.

## Економија
Кричке су мало село са развијеном пољопривредом, захваљујући свом положају у равном и плодном Петровом пољу. Прије задњег рата, обрадиве површине су највећим дијелом биле под кукурузом, пшеницом и виновом лозом. Свако домаћинство је имало свој виноград. Од стоке, највише су се гајиле краве, свиње и живина, док су козе и овце биле слабо заступљене. Млађе становништво Кричака је углавном било запослено у Дрнишу, а пољопривредом се бавило допунски. Данас је већи дио села скоро празан, због чега су њиве запуштене, а стоке има веома мало. На Гају се данас налази експериментална пољопривредна станица и ту се сваке године одржава изложба стоке и сточних производа.
Своје пољопривредне производе, становници Кричака прерађују у неке прехрамбене артикле, специфичне за овај крај, као што је крух испод пеке, дрнишки пршут, панцета, вино и ракија.
Кричке су добиле електричну струју 1965. године. Послије задњег рата у Средњим Кричкама урађено је улично освјетљење, али су Горње и Доње Кричке још у мраку, са мало становника. Водоводна мрежа је изграђена 1987. године. До тада је коришћена вода из бунара (густерни), које има свако домаћинство. У Мосећу, изнад Ћакића и Јањића у Доњим Кричкама, налази се велики резервоар за кишницу (густерна), са сливником пречника 60 метара, чију изградњу је 1920-их лично финансирао краљ Александар I Карађорђевић. Телефон је уведен 1989. године.

## Саобраћај
Кричке су саобраћајно добро повезане са околином, пошто се налазе на државном путу Дрниш – Сплит, асфалтираном почетком 1970-их година. Пут се пружа паралелно са селом, читавом његовом дужином. Од њега се одвајају путељци према кућама подно Мосећа, а са друге стране, према пољу, пут звани Џанковац (према Роги, Озрену и Бојчићима), Црквени пут (према гробљу са црквом Св. Ђурђа) и пут према Гају. На крају села се одваја пут према Лунићима. Сеоски путељак, који повезује старе куће, мјестимично је веома узак, између литица и кућа. Поред села, на његовом почетку, преко главног пута прелази магистрална жељезничка пруга од Дрниша према Шибенику и Сплиту. Изграђена је 1877. године.

## Култура, образовање и спорт
Прва школа у Кричкама је основана давне 1867. године. Од 1974. до рата 1990-их била је активна основна школа "Буде Борјан" у Средњим Кричкама. Раније је школа била у Доњим Кричкама, код унијатске цркве, у жупној кући, а прије ње у Ромића кући, на рубу Доњих Кричака.
Кричке су такође имале истоимени фудбалски клуб, који је основан 1973. године. „НК Кричке“ је имао своје игралиште у Горњим Кричкама (на Гају). Клуб се такмичио у сјеверној групи Далматинске лиге. Током 1980-их је промијенио име у „НК Чикола“. Од задњег рата, клуб више не постоји.
У склопу комплекса на Гају је постојао и диско-клуб, у којем су 1980-их гостовали познатији пјевачи. Био је популарно мјесто изласка за младе у широј околини Кричака. У посљедњем рату је био својеврсна база снага УН стационираним у том крају. Комплекс се сада користи за „Жупанијску изложбу стоке и сточних производа Кричке-Дрниш“, која се одржава сваке године, почевши од 2006. године.
У Кричкама је након Другог свјетског рата била покренута изградња великог дома, који никад није довршен како би служио намјени.

## Цркве
- Православна црква Светог Георгија (Ђурђа) у Доњим Кричкама. Према подацима Српске православне цркве, изграђена је 1744. године, али у више извора се спомиње њено постојање још раније (1727—1738. године). Црква је од камена, малих димензија са звоником изнад улаза. Обнављана је 1931. и 1987. године. Црква са гробљем се налази на јужној страни Ђурђеве главице, узвишења у пољу. Није видљива из даљине, зато што се налази у шумарку чемпреса и борова.
- Унијатска црква Покрова Пресвете Богородице у Доњим Кричкама. Изграђена је 1835. године, државним новцем, заједно са црквом у Баљцима, по идентичним нацртима. Црква је огромних димензија. У народу је позната као „Рога“, због два велика звоника. Девастирана је у Другом свјетском рату, а касније и спаљена ударом грома. У задњем рату су јој минирани звоници. Планира се њена потпуна реконструкција. Налази се у пољу, уз пут Џанковац, гдје је и стара школа (некадашња унијатска жупна кућа).
- Римокатоличка црква Краљице Мира у Средњим Кричкама. Изграђена је 1990. године поред главног пута, а минирана је 2 године касније у рату. Првобитна црква је имала издвојен звоник, висок 18 метара. Послије рата је на њеним темељима подигнута већа црква, другачијег облика и жуте боје.
- Православна капела Свете Недјеље у Горњим Кричкама. Изграђена је 1971. године у заселку Кунци, код главног пута.

## Презимена

### Презимена у Доњим Кричкама
| - Бојчић — Римокатолици - Вујнић — Православци, славе Св. Николу - Вукашин — Православци, славе Св. Николу - Вукшић — Православци, славе Св. Николу - Зрнић — Православци, славе Св. Николу - Јањић — Православци, славе Св. Кузмана и Дамјана (Врачи) | - Кричка — Православци, славе Св. Николу - Миликић — Православци, славе Св. Стефана - Попац — Православци, славе Св. Николу - Ћакић — Православци, славе Св. Кузмана и Дамјана (Врачи) - Чупић — Римокатолици |

### Презимена у Средњим Кричкама
| - Баришић — Римокатолици - Билић — Римокатолици - Битуњац — Римокатолици - Врекало — Римокатолици - Јерковић — Римокатолици | - Перван — Римокатолици - Понош — Римокатолици - Џале — Римокатолици - Шарац — Православци, славе Св. Јована |

### Презимена у Горњим Кричкама
| - Баран — Римокатолици - Борјан — Православци, славе Св. Николу - Вагић — Православци, славе Св. Ђорђа - Вукашин — Православци, славе Св. Николу - Галић — Православци, славе Св. Николу - Ераковић — Православци, славе Св. Ђорђа | - Кричкић — Православци, славе Св. Ђорђа - Кунац — Православци, славе Св. Ђорђа - Перишић — Православци, славе Св. Ђорђа - Сикавица — Римокатолици - Струње — Римокатолици |

## Занимљивости
Симо Матавуљ је написао приповијетку Пилипенда инспирисан догађајима везаним за унијаћење у Кричкама. Радња приповијетке се одвија 1843. године у селу К., разасутом на рубу Петровог поља, испод брежуљака, насељеном само православцима, гдје се управо гради велика унијатска црква на крају села, док се мала православна налази у сеоском центру, међу кућама. Овај цјелокупан опис не одговара ниједном селу у Петровом пољу, тако да је то конструкција писца, као и ликови у дјелу. Међутим, село К., разасуто на рубу поља, мала православна и огромна унијатска црква, подудара се само са Кричкама. Година дешавања тј. градње унијатске цркве, вјерска структура села и положај једне и друге цркве, не одговарају стварности.